# 山名義継
山名 義継（やまな よしつぐ）は、南北朝時代の武将。
山名時氏の六男。

## 参考資料
- 『寛政重脩諸家譜 第一輯』國民圖書、1922年12月30日。

| スタブアイコン | サブスタブ | この項目は、まだ閲覧者の調べものの参照としては役立たない、人物に関連した書きかけの項目です。この項目を加筆・訂正などしてくださる協力者を求めています（P:人物伝/PJ:人物伝）。 |